# Jenkem
Jenkem é uma droga inalante alucinógena alegadamente produzida a partir de fezes e urina humanas que, ao serem armazenadas e mantidas em um recipiente durante um determinado período, passam por um processo de fermentação que produziria gases inebriantes, provavelmente compostos de metano.
A droga teria origem na cidade de Lusaka, Zâmbia, como descrito em 1999 pela jornalista Ishbel Matheson, em sua reportagem "Children high on sewage" ("Crianças entorpecidas com excrementos", em tradução livre). Em seu trabalho, Matheson descreve uma cena ocorrida "nos charcos de esgoto":
| “ | (...) dois adolescentes mergulham suas mãos na porcaria marrom escura, colhendo punhados e derramando-os em pequenas garrafas plásticas. Eles manuseiam as garrafas no chão, tendo o cuidado para deixar espaço suficiente para o metano se formar no topo. Um cheiro azedo sobe sob o sol quente, mas os meninos parecem não perceber o mau cheiro e a natureza imunda de seu trabalho. | ” |

Ela também foi descrita pela jornalista Alexandra Fuller no capítulo "Lusaka and Bush Meat" ("Lusaka e carne de animais selvagens"), de sua reportagem "Return to Zambia" ("Retorno à Zâmbia"), para a revista National Geographic:
| “ | (...) e as crianças de rua eram de um olhar louco (aquelas que podiam comprar, cheiravam cola ou gasolina, e aquelas que não podiam, cheiravam jenkem, excrementos humanos fermentados mantidos em um saco plástico por uma semana ou mais até emanarem vapores inebriantes). | ” |